# Robert Mittringer
Robert Mittringer (né le 17 novembre 1943 à Asten et décédé le 27 janvier 2018) est un peintre et sculpteur autrichien.

## Biographie
Mittringer suit une formation d'électricien et travaille pour VÖEST. Il suit ensuite une formation de décorateur. Il fait partie des membres fondateurs des "Donauhunde", qui fait des actions entre 1981 et 1983 à Linz et à Berlin. En 1983, il se consacre entièrement à son œuvre. En 1989, il fonde K5 en compagnie d'Anatole Ak, Oliver Dorfer, Alexander Netusil et Reinhold Rebhandl. En 1997, il reçoit le prix du musée Nordico de Linz. Il fait partie du collectif MAERZ.